# Амаэ, Киситиро
Киситиро Амаэ (天江喜七郎|あまえきしちろう|ama.e kʲiɕitɕiɾoː; род. 1943, Японская империя) — японский дипломат, чрезвычайный и полномочный посол Японии на Украине (2002—2005); а до этого также в Сирии (2000—2002).

## Биография
Родился в 1943 году. В 1967 году окончил Университет Хитоцубаси.
С 1982 по 1984 — начальник отдела иностранной прессы Управления культурных связей и связей с общественностью МИД Японии;
С 1984 по 1985 — начальник отдела международной прессы Секретариата министра иностранных дел Японии;
С 1985 по 1987 — начальник отдела ООН Управления ООН МИД Японии;
С 1987 по 1990 — советник Посольства Японии в Республике Корея;
С 1990 по 1994 — советник Посольства Японии в СССР, Советник-Посланник Посольства Японии в Российской Федерации;
С 1994 по 1995 — заместитель Генерального директора по вопросам прессы и связей с общественностью Секретариата Министра иностранных дел Японии;
С 1995 по 1998 — Генеральный консул Японии в Гонолулу, США;
С 1998 по 2000 — Генеральный директор Управления стран Ближнего и Среднего Востока и Африки;
С 2000 по 2002 — Чрезвычайный и Полномочный Посол Японии в Сирийской Арабской Республике;
С 2002 по 2005 год — Чрезвычайный и полномочный посол Японии на Украине.

## Сочинения

### Книги
- 息子への手紙―韓国にいる父親より日本の息子へ（1991年10月、學生社）ISBN 978-4311600234

### Статьи
- 「大使のおすすめ パルミラ紀行/シリア」（外交18（4）（通号106）、2002年10月11日）
- 「現地だより シリアより」（中東研究2001年2月（3）（通号476）、2001年2月）
- 「座談会 経済支援から調停外交へ--日本はいかにして貢献できるか（特集 中東和平--相互信頼の新時代）」（坂本吉弘、立山良司他と共著）（外交フォーラム13（2）（通号 138）、2000年2月）
- 「イラク制裁問題の実情と日本〔含 質疑応答〕」（世界経済評論42（6）、1998年6月）

## Награды
- Орден князя Ярослава Мудрого IV степени (31 октября 2005 года, Украина) — за весомый личный вклад в развитие взаимоотношений между Украиной и Японией, плодотворную дипломатическую деятельность[1].
- Орден Почёта (19 октября 2005 года, Молдавия) — в знак глубокой признательности за особый вклад в развитие и углубление молдо-японских отношений дружбы и сотрудничества[2].